# 紙本著色聖母十五玄義・聖体秘跡図
紙本著色聖母十五玄義・聖体秘跡図（しほんちょしょくせいぼじゅうごげんぎ・せいたいひせきず）は、17世紀初頭に描かれたと推測されるキリスト教絵画である。1930年に大阪府の民家で発見され、近畿地方の貴重なキリシタン遺物として、2001年に重要文化財に指定された。マリア十五玄義図とも呼ばれるほか、ほかの十五玄義図と区別するため、発見場所にちなみ原田家本とも呼ばれる。

## 歴史
1930年4月23日、大阪府三島郡見山村（現茨木市）大字下音羽の原田家で発見された。発見者であり当時の原田家当主・辰次郎は母屋の屋根葺き作業をおこなっており、棟木に接続する木材に蓋付きの竹筒がくくりつけられているのを見つけた。竹筒の中にはこの絵画が丸められた状態で入っていたという。この発見は藤波大超により1931年に「新たに発見せられたるマリヤ十五玄義図に就いて」という論考として発表された。発見後、原田は閲覧の求めに応えていたものの、絵が目にみえて劣化するのを心配し、京都大学文学部に寄贈した。
この絵画の由緒は一切伝わっていないものの、同地域はキリシタン大名として著名な高山右近の所領地であり、原田家もかつては「明らかに吉利支丹教徒の旧家」であったという。同地域において、イエズス会の宣教師は高山の庇護のもと活動をおこなっており、禁教令発布後の1620年においても連絡がとりつづけられていた。
安政の五カ国条約以後、キリスト教の禁教令は解かれ、日本には再び多くの宣教師が訪れることとなる。1879年にはパリ外国宣教会のマラン・プレシ（Marin Plessis）が、下音羽にほど近い千提寺で信徒発見をなした。また、藤波大超は1920年より下音羽および千提寺において『フランシスコ・ザビエル肖像』をはじめとする多数のキリシタン遺物を発見したほか、下音羽にオラショをまだ記憶しているキリシタンの子孫がいることを発表した。

## 作品と図像

### 作品
素材は竹紙であり、日本国内で描かれたことは確実視されている。浜田青陵はこの絵の人物像について「頭部が大きく太く短いのは、甚しく日本的」であると論じている。また、西村貞は同図の原画が福井で発見されたトーマ・ド・ルー（Thomas de Leu）の版画であることを指摘している。同絵画は墨で下図が描かれており、毛筆の運びに習熟した人物による描画であろうと推定されている。一方で、絵の具の重ね塗りや陰影のつけ方、遠近法など、その絵画技法には16世紀から17世紀にかけての西洋画の技法が反映されている。顔料には概して、鉛白・墨・朱といった日本で一般的であったものが用いられているが、文字や光を描画するために、同時期の日本では類例を見ない鉛錫黄が使われている。この顔料については、宣教師が西欧より持ち込んだものである可能性がある。
寸法は102.7 cm × 70.7 cmで、掛軸として表具されている。通常の表具としては，左右及び下部に布があるべきであるところに唐紙が用いられていること、上部の軸に竹軸がつかわれていることなどは掛軸の通例に沿わず、素人の表具であろうと推測されている。この表具は、様式および裏打ちに使われた反古紙の書体から、絵画がつくられてから50年ほど下る寛文期のものであると比定されている。絵画そのものの高級さからしてこの表具は不自然なものであり、もと祭壇画などとして描かれたものが二次的に表装されたものである可能性が指摘されている。

### 図像
中央上段に幼子イエスを抱き、白い花を持つ聖母マリアが描かれる。イエスの持ち物は、原図ではロザリオであったが、この絵では十字架をのせた球体に変更されている。天球もしくは地球を手にしたキリスト像は、キリストが現世・来世いずれに対しても全能の力を持つことを象徴するとされている。マリアが持つ花は薔薇であるが、日本人により馴染み深い花であった椿であるとする説もある。
これらの外側には「十五玄義」と称される、聖母子の生涯を描いた15コマの絵が、左下から時計回りに配置されている。「十五原義」は13世紀以降盛んに制作されるようになった図像で、受胎告知にはじまる「喜び」の5場面、キリストの受難を描く「苦しみ」の5場面、キリストの復活からマリアの昇天までを描く「栄光」の5場面から構成される。キリシタンは15の各場面に対応する15のオラショを10回ずつ唱える、ロザリオと呼ばれる祈祷をおこなった。
その下段には「LOVVAD O SEIA O SANCTISS O SACRAMETO（いとも尊き秘跡は讃えられん）」という文字列が挿入され、聖体秘跡の様子、すなわち聖杯に載る聖餅とイエズス会のシンボル、それを取り囲む四聖人（左から聖マチアス、イグナチウス・ロヨラ、聖ルチア、フランシスコ・ザビエル）が描かれる。また、その下には4人の聖人の名前と、イエズス会を指すとされる「SOCIETATIS（会）」の文字が記されている。イグナツィオおよびザビエルの称号として聖人をあらわす「S」だけでなく、父をあらわす「P」が添えられていることから、これを彼らの列聖以前に描かれたものであるとする考えもある。彼らの視線の先については、上段の聖母子像とする説、下段の聖杯にむけられたものとする説のふたつがある。